# Thomas Culbreth
Thomas Culbreth (ur. 13 kwietnia 1786, zm. 16 kwietnia 1843) – polityk i przedsiębiorca amerykański.

## Życiorys
W latach 1817–1821 przez dwie dwuletnie kadencje Kongresu Stanów Zjednoczonych był przedstawicielem szóstego okręgu wyborczego w stanie Maryland w Izbie Reprezentantów Stanów Zjednoczonych.